# (36738) 2000 RC61
2000 RC61 (asteroide 36738) é um asteroide da cintura principal. Possui uma excentricidade de 0.11847360 e uma inclinação de 6.34494º.
Este asteroide foi descoberto no dia 1 de setembro de 2000 por LINEAR em Socorro.